# Quilmes Athletic Club 1931
Questa voce raccoglie le informazioni riguardanti il Quilmes Athletic Club nelle competizioni ufficiali della stagione 1931.

## Maglie e sponsor
| Manica sinistra · Maglietta · Manica destra · Pantaloncini · Calzettoni |

## Rosa
| N. |                      | Ruolo | Calciatore          |
| -- | -------------------- | ----- | ------------------- |
|    | Argentina (bandiera) | P     | Adán Cosentino      |
|    | Argentina (bandiera) | P     | Narciso Enríquez    |
|    | Argentina (bandiera) | D     | Manuel Macías       |
|    | Argentina (bandiera) | D     | Marcial Rodríguez   |
|    | Argentina (bandiera) | D     | Pacífico Storgato   |
|    | Argentina (bandiera) | C     | Carlos Alaniz       |
|    | Argentina (bandiera) | C     | Fortunato Androssi  |
|    | Argentina (bandiera) | C     | Emilio Arata        |
|    | Argentina (bandiera) | C     | Juan Invernizzi     |
|    | Argentina (bandiera) | C     | Alfonso Lorenzo     |
|    | Argentina (bandiera) | C     | José María Martínez |
|    | Argentina (bandiera) | C     | Emilio Ramos        |

| N. |                      | Ruolo | Calciatore          |
| -- | -------------------- | ----- | ------------------- |
|    | Argentina (bandiera) | C     | Emilio Ravignani    |
|    | Argentina (bandiera) | A     | Juan Arrillaga      |
|    | Argentina (bandiera) | A     | Humberto Cacciópoli |
|    | Argentina (bandiera) | A     | César Carlotto      |
|    | Argentina (bandiera) | A     | Alfredo Cristi      |
|    | Argentina (bandiera) | A     | Braulio De Jesús    |
|    | Argentina (bandiera) | A     | Juan Carlos Mandile |
|    | Argentina (bandiera) | A     | Emilio Quadrio      |
|    | Argentina (bandiera) | A     | Luis Ravello        |
|    | Argentina (bandiera) | A     | Héctor Rodríguez    |
|    | Argentina (bandiera) | A     | Leonardo Sandoval   |
|    | Argentina (bandiera) | A     | Vicente Zito        |

## Statistiche

### Statistiche di squadra
| Competizione | Punti | Totale | Totale | Totale | Totale | Totale | Totale |
| Competizione | Punti | G      | V      | N      | P      | Gf     | Gs     |
| ------------ | ----- | ------ | ------ | ------ | ------ | ------ | ------ |
| Campionato   | 29    | 34     | 12     | 5      | 17     | 53     | 62     |
| Totale       | 29    | 34     | 12     | 5      | 17     | 53     | 62     |